# Karel Štrekelj
Karel Štrekelj [kárəl štrékəl], slovenski jezikoslovec, slavist, publicist, etnolog in zbiratelj slovenskih ljudskih pesmi * 24. februar 1859, Gorjansko pri Komnu na Krasu, † 7. julij 1912, Gradec, Avstro-Ogrska (sedaj Avstrija).

## Življenjepis
Rojen kot Matija Karel Štrekelj se je rodil 24. februarja na Gorjanskem pri Komnu na Krasu. Oče mu je bil Jožef Štrekel, mati mu je bila Marija (rojena Pavletič).
Osnovno šolo je začel obiskovati na Gorjanskem in jo od leta 1867 nadaljeval v Gorici, kjer je kasneje tudi uspešno maturiral na klasični gimnaziji (1870–78).
Po končani gimnaziji leta 1878 je odšel na Dunaj, kjer se je vpisal na filozofsko fakulteto in poslušal poleg klasične filologije še primerjalno jezikoslovje in slavistiko. Med študijem je bil dejaven, saj se je aktivno udejstvoval v Slovenskem literarnem društvu, ki je delovalo med slovenskimi študenti visokih šol na Dunaju, poleg tega je pogosto objavljal novice in krajša besedila v leposlovnem znanstvenem listu Ljubljanski zvon.
K temu ga je pritegnil njegov urednik in nekdanji gimnazijski učitelj Fran Levec.
Leta 1884 je pri Franu Miklošiču uspešno zagovarjal disertacijo o fonologiji narečja na goriškem Krasu.
30. avgusta 1886 so ga imenovali za privatnega docenta slovanskega jezikoslovja na Dunaju. Leta 1890 je postal urednik slovenske izdaje državnega zakonika na Dunaju.
4. oktobra 1896 je bil s cesarskim sklepom imenovan za izrednega profesorja slovanskih jezikov na Graški univerzi. Leta 1906 je postal vodja seminarja za slovansko filologijo na Univerzi v Gradcu, leta 1908 pa je bil imenovan tudi za rednega profesorja. Poleg slovenskega jezika, katerega snov je kot prvi univerzitetni profesor slavistike podajal v slovenščini, je predaval tudi staro cerkveno slovanščino in srbohrvaščino.
Leta 1902 je bil imenovan za častnega člana Imperialne akademije znanosti v Sankt Peterburgu. Priznanje za njegovo delo so mu izkazali tudi srbski jezikoslovci, ki so ga leta 1910 izvolili za dopisnega člana Srbske kraljeve akademije v Beogradu. Umrl je zaradi bolezni v Gradcu.

## Zbirka Štrekljevih slovenskih ljudskih pesmi
Leta 1886 je Karel Štrekelj ponudil Slovenski matici, da bi zanjo za tisk pripravil zbirko ljudskih pesmi, ki naj bi po njegovem mnenju obsegala približno 800 strani. Črpal naj bi iz zapuščine Stanka Vraza, skupaj s tistimi ljudskimi pesmimi, ki so že bile v arhivu Slovenske matice in tistimi, ki bi jih s pomočjo sodelavcev zbral na slovenskem podeželju. Slovenska matica je kljub sklepu njenega odbora zavlačevala z oddajo svojega gradiva Štreklju, zato je ta 16. septembra 1887 poslal Franu Levcu, takratnemu uredniku Ljubljanskega zvona Prošnjo za národno blago. V tem članku prvič v slovenskem jeziku uporabi besedo folklora, ki jo izpelje iz angleške besede folklore, in naj bi, po Štreklju, pomenila »nauk ali vestí o národu«.
Štrekelj je pesmi razvrstil v motivne razdelke; vsako pesem je označil s številko. V štirih knjigah je tako objavil 8686 pesmi in 1944 »dodatkov« z začetnimi verzi ali kiticami, ki jih avtor ni imel za prave ljudske pesmi. Pod vsako pesmijo je v oklepaju navedel kraj zapisa, v podčrtni opombi pa še ime zapisovalca, kraj, včasih tudi čas, tiskani ali rokopisni vir in razlike v besedilu neobjavljenih različic.
Leta 1906 je začel na Dunaju delovati odbor »Ljudska pesem v Avstriji« in Štrekelj je bil imenovan za načelnika njegovega slovenskega delovnega odbora. Za ta odbor je skoraj sam sestavil »Navodila in vprašanja za zbiranje in zapisovanje narodnih pesmi, narodne godbe, narodnih plesov in šeg, ki se nanašajo na to«. Do leta 1913 je ta odbor zbral 11.159 ljudskih pesmi z napevi.

## Dela
- Slovenske narodne pesmi  (1895) (COBISS)
- Slovenske narodne pesmi. Zv. 2, (Pesmi zaljubljene) (1900) (COBISS)
- Prešeren in narodna pesem (1901) (COBISS)
- O Ledinskega pesmi "Razne pota" (1901) (COBISS)
- Slovenske narodne pesmi. Zv. 3, (Pesmi za posebne prilike. Pesmi pobožne) (1904) (COBISS)
- Zur slavischen Lehnwörterkunde (1904) (COBISS)
- Slovenske narodne pesmi. Zv. 4, (Pesmi stanovske. Šaljive in zbadljive. Kazalo začetkov) (1908) (COBISS)
- Kühar, Števan, Národno blago vog`rskih Slov`encov. Priredil (1910) (COBISS)
- O Levčevem slovenskem pravopisu in njega kritikah : opomnje o slovenskem glasoslovju in rabi nekaterih oblik in besed (1911) (COBISS)
- Historična slovnica slovenskega jezika (1922) (COBISS)

## Priznanja
Po Karlu Štreklju so poimenovali dvojezične občinske otroške jasli (italijansko Asilo nido comunale) Karel Štrekelj v Sesljanu pri Devinu v Italiji.
Po njem se imenuje tudi kulturno društvo Karla Štreklja iz Štanjela, ki je bilo ustanovljeno leta 1986.
Društvo je skupaj z občino Komen in republiko Slovenijo ustanovilo odbor, ki vsako leto podeljuje Štrekljevo nagrado za življenjsko delo ali izjemne dosežke na področju zbiranja in ohranjanja slovenskega ljudskega izročila v besedi in pesmi.

## Zanimivosti
Štrekelj je obravnaval možnost, da je slovenski jezik del severozahodnoslovanskih jezikov na podlagi zloga »dl« (jedla - jela), ki je pri južno in vzhodnoslovanskih jezikih asimiliran v »l«.